# مارثا إم. سيمبسون
مارثا إم. سيمبسون (بالإنجليزية: Martha M. Simpson)‏ (3 مايو 1865 - 1948)؛ كاتِبة وشاعرة أيرلندية.